# フペルジンA
フペルジンA (ヒューペルジンA、Huperzine A) はトウゲシバ (Huperzia serrata) に含まれるアルカロイド。フペルジンAはアセチルコリンエステラーゼ阻害剤で、同種類に分類されるものには他に認知症の治療薬のドネペジルやリバスチグミン、ガランタミンがある。
フペルジンAを含む植物は、中国において古くから腫れ、発熱、血液疾患の治療に用いられてきた。中国における臨床試験において、アルツハイマー病の治療に効果があることが示されていた。続いて医薬品としての治験が行われたが中止されている。アメリカ合衆国では、フペルジンAは記憶支援のためのサプリメント（栄養補助食品）として販売されている。

## 薬理
アセチルコリンエステラーゼ阻害およびNMDA受容体拮抗作用。
フペルジンAとアセチルコリンエステラーゼの複合体構造はX線結晶構造解析により明らかにされている (PDB code: 1VOT)。これはドネペジルやガランタミンなどのアルハイマー病治療薬と同じ作用機構である。NMDA受容体アンタゴニストとしては、グルタミン酸による損傷から脳を保護し、また神経成長因子のレベルを増加させる。

## 医療用途
フペルジンAは、アメリカの医科学分野でも注目されており、神経変性を特徴とする疾患、特にアルツハイマー病に対する有望な治療薬として研究が進められてきた。
1990年代には中国で実施された複数の臨床試験が認知症への有益な効果を示した。
2007年までに、アメリカ合衆国でアルツハイマー型認知症の治療薬として第II相の治験が実施され、認知機能に対する効果を調べるためランダム化比較試験を行ったが結果は出ず、データの二次解析を行って高容量の場合に、改善傾向が示されただけで、開発は中止されたとされる。続いて2010年に開始が予定されていた上海での治験のデータは存在していない。スイスの会社が、フペルジンAのプロドラッグである誘導体の DEBIO 9902 の第I相治験を行っていたがこれも中止された。
2008年のシステマティックレビューでは、6件計454人の研究から、アルツハイマー病の認知機能や行動などに有効だが適切な研究は1件だけで、使用を推奨する証拠は不十分だとした。2013年のシステマティックレビューでは、ランダム化比較試験が20件計1823人から、研究手法の質が低く偏りの危険性が高いため慎重に解釈する必要があるが、認知機能や日常の活動に恩恵を示していた。
軽度認知障害に対して2012年のシステマティックレビューでは、評価するには不十分で、偽薬対照の試験は発見できずそうした試験の実施が必要とされた。
可能性のある副作用は、呼吸障害、喉あるいは胸の圧迫感、胸痛、蕁麻疹、発疹、肌のかゆみあるいはむくみ、胃のむかつき、下痢、吐き気、行動過剰、不眠症などである。フペルジンAは良好な忍容性を示す。この点では他の認知症の治療薬を使って、望ましくない症状が出た人々にも許容範囲でフペルジンAを使うことができた。

## 有効性
健康な若い学生を対象とした試験で、一回の学習において記憶力を増強させることが明らかにされている。